# Andrew Davies (écrivain)
Pour les articles homonymes, voir Andrew Davies et Davies.
Andrew Davies est né le 20 septembre 1936, à Rhiwbina, le prospère faubourg nord de Cardiff au pays de Galles. Il épouse Diana Huntley en 1960 et ils ont deux enfants, un garçon et une fille.
C'est un écrivain et scénariste gallois reconnu pour ses adaptations de romans classiques pour la télévision, notamment Middlemarch (de George Eliot) en 1994, Pride and Prejudice (de Jane Austen) en 1995, Vanity Fair (de William Thackeray) en 1998, Docteur Jivago (de Boris Pasternak) en 2002, et Sense and Sensibility (de Jane Austen) en 2008 et Bridget Jones : L'Âge de raison, d'après le roman d'Helen Fielding pour le cinéma.

## Biographie
Après des études à la Whitchurch High School de Cardiff, puis au University College de Londres (UCL), il enseigne de 1958 à 1961 à la St. Clement Danes Grammar School, à Londres, puis de 1961 à 1963 à la Woodberry Down Comprehensive School, dans un district de l'Inner London, Hackney. Il est ensuite lecturer (maître de conférence) à Coventry, de 1963 à 1971 au Coventry College of Education, et à la prestigieuse Université de Warwick de 1971 à 1987.
Il contribue, en 1960, aux côtés d'Harold Pinter et Ivor Cutler au programme Monday Night at Home, pour la station de radio BBC Home Service, et écrit sa première pièce radiophonique en 1964.
Il vit à Kenilworth, une ville du Warwickshire avec son épouse Diana Huntley.

## L'écrivain
Andrew Davies a écrit de nombreux livres pour enfants, et leurs adaptations pour la télévision, ainsi que des histoires pour le programme de télévision scolaire de la BBC pour le primaire Look and Read.
Mais il est surtout connu comme scénariste « stakanoviste » de téléfilms et séries télévisées, et metteur en scène de pièces de théâtre pour la télévision.
Il est le scénariste qui a adapté le plus grand nombre de romans de Jane Austen : Orgueil et Préjugés en 1995, Emma en 1996, la même année que Emma, l'entremetteuse, Northanger Abbey en 2007, Raison et Sentiments en 2008.

## Filmographie

### Années 1980-1990
- To Serve Them All My Days (1980)
- Dark Towers (Look And Read: 1981)
- Diana (1984)
- Badger Girl (Look And Read: 1984)
- A Very Peculiar Practice (1986- 1988)
- Mother Love (1989)
- House of Cards (1990)
- Anglo-Saxon Attitudes (1992)
- The Old Devils (1992)
- To Play the King (1993)
- Middlemarch (1994)
- Game On (1995, avecBernadette Davis)
- Orgueil et Préjugés (1995)
- The Final Cut (1995)
- Le Cercle des amies (Circle of Friends) (1995)
- Emma (1996)
- Wilderness (1996)
- Un cœur innocent (1996) (Moll Flanders)
- Bill's New Frock (1997)
- Vanity Fair (1998 TV serial)|Vanity Fair (1998)
- Wives and Daughters (1999)

### Années 2000
- Take a Girl Like You (2000)
- The Way We Live Now (2001)
- Doctor Zhivago  (2002)
- Tipping the Velvet (2002)
- He Knew He Was Right  (2004)
- Falling (2005)
- Bleak House  (2005)
- The Line of Beauty (2006)
- Journal d'une personne de rien (The Diary of Nobody (2007)
- Northanger Abbey (2007), dans le cadre de The Jane Austen Season sur ITV
- A Room with a View (2007)
- Fanny Hill (2007)
- Raison et Sentiments (2008)
- Little Dorrit (2008) (La petite Dorrit) 14 épisodes
- Sleep with Me (2009)

### Années 2010
- 2012 : Bienvenue au Paradis (The Paradise)
- 2013-2016 : Mr Selfridge
- 2013-2018 : House of Cards
- 2015 : Guerre et Paix (War & Peace)
- 2017 : Les Misérables
- 2019 : Bienvenue à Sanditon
- 2020 : Un garçon convenable

### Mises en scène
- Who's Going to Take Me On? (1965)
- Is That Your Bod, Boy? (1970)
- No Good Unless It Hurts (1973)
- The Water Maiden (1974)
- Grace (1975)
- The Imp of the Perverse (1975)
- The Signalman (1976)
- A Martyr to the System (1976)
- Eleanor Marx (1977)
- Velvet Glove (1977)
- Fearless Frank (1978)
- Renoir My Father (1978)
- Bavarian Night (1981)
- Heartattack Hotel (1983)
- Baby I Love You (1985)
- Pythons on the Mountain (1985)
- Inappropriate Behaviour (1987)
- Lucky Sunil (1988)
- Filipina Dreamgirls (1991)
- A Very Polish Practice (1992)
- Anna Lee (1993)
- Harnessing Peacocks (1993)
- A Few Short Journeys of the Heart (1994)
- Getting Hurt (1998)
- A Rather English Marriage (1998)
- Othello (2001)
- Boudica (2003)
- The Chatterley Affair (2006)

### Scénarios de films
- 2001 : Le Journal de Bridget Jones
- 2004 : Bridget Jones : L'Âge de raison
- 2011 : Les Trois Mousquetaires (The Three Musketeers 3-D) de Paul W.S. Anderson